# ييفسينو (نوفوسيبيرسك)
ييفسينو (بالروسية: Евсино) هي مدينة في مقاطعة نوفوسيبيرسك أوبلاست في روسيا.
يبلغ عدد سكانها حوالي 4987 نسمة.